# Bernard Vajdič
Bernard Vajdič, né le 18 septembre 1980 à Celje, est un skieur alpin slovène, spécialiste des épreuves techniques.

## Biographie
Membre du club de sa ville natale Celje, Il commence sa carrière dans des courses de la FIS en 1995-1996 et prend part à son premier championnat du monde junior en 1998. L'hiver suivant, il prend notamment la huitième place du slalom géant dans les mondiaux juniors à Pra-Loup et s'elance pour ses débuts dans la Coupe d'Europe.
En octobre 1999, le Slovène se retrouve au départ de sa première manche de Coupe du monde à Tignes. S'ensuivent quelques victoires en course FIS, ainsi qu'une médaille d'argent en slalom géant aux Championnats du monde junior derrière Georg Streitberger.
Au début de la saison 2002-2003, il obtient ses premiers podiums dans la Coupe d'Europe en slalom et slalom géant à Levi. Il doit attendre février 2004 et le slalom géant de Kranjska Gora pour marquer ses premiers points dans la Coupe du monde avec une 26e place.
Un an plus tard, Vajdic est sélectionné pour les Championnats du monde à Bormio, où son meilleur résultat est 18e du combiné. En 2006, il découvre les Jeux olympiques à Turin, où il prend la 19e place du slalom géant.
En décembre 2006, il fait son incursion dans le top dix en Coupe du monde à Alta Badia. Dans cette même station, il réalise une meilleure performance encore lors de la saison suivante avec une cinquième place en slalom. Globalement, sa meilleure saison intervient en 2008-2009, où il enchaîne notamment une cinquième et une sixième place sur les prestigieux slaloms de Kitzbühel et Schladming.
Si en 2000, ses classements sont moins bons, il obtient son ticket pour les Jeux olympiques de Vancouver, où il sort de la piste en slalom.
Il prend sa retraite sportive en 2015.

## Palmarès

### Jeux olympiques d'hiver
| Épreuve / Édition | Slalom géant | Slalom  |
| JO 2006 Turin     | Abandon      | 19e     |
| JO 2010 Vancouver | -            | Abandon |

### Championnats du monde
| Épreuve / Édition | Bormio 2005 | Åre 2007 | Val d'Isère 2009 |
| Super G           | 43e         |          |                  |
| Slalom            |             | Abandon  | Abandon          |
| Slalom géant      | 22e         | 26e      | 18e              |
| Combiné           | 18e         |          |                  |

### Coupe du monde
- Meilleur classement général : 39e en 2009.
- Meilleur résultat : 5e.

| Saison/Classement | Général | Général | Slalom géant | Slalom géant | Slalom | Slalom |
| Saison/Classement | Class.  | Points  | Class.       | Points       | Class. | Points |
| ----------------- | ------- | ------- | ------------ | ------------ | ------ | ------ |
| 2004              | 135e    | 5       | 51e          | 5            | -      | -      |
| 2005              | 134e    | 9       | 52e          | 9            | -      | -      |
| 2006              | 90e     | 46      | 56e          | 4            | 33e    | 42     |
| 2007              | 86e     | 69      | 46e          | 3            | 30e    | 66     |
| 2008              | 44e     | 216     | 52e          | 10           | 12e    | 206    |
| 2009              | 39e     | 207     | 38e          | 20           | 14e    | 187    |
| 2010              | 92e     | 42      | -            | -            | 32e    | 42     |

### Championnats du monde junior
- Médaille d'argent du slalom géant en 2000 au Québec.

### Universiades
- Médaille d'or du super G en 2001 à Zakopane.
- Médaille de bronze du combiné en 2001.
- Médaille de bronze du slalom en 2001.

### Coupe d'Europe
- 6 podiums.